# Calliphora uralensis
Calliphora uralensis är en tvåvingeart som beskrevs av Villeneuve 1922. Calliphora uralensis ingår i släktet Calliphora och familjen spyflugor. Arten är reproducerande i Sverige. Inga underarter finns listade i Catalogue of Life.